# Neocomitidae
De Neocomitidae zijn een familie van uitgestorven Ammonitida uit het Vroeg-Krijt, bestaande uit geslachten met sterk geribbelde evolute (alle kransen blootgesteld) tot gladde, tamelijk involute (binnenste kransen meestal verborgen) schelpen.
In de beschrijving uit 1957 werd de familie Neocomitidae beschouwd als de onderfamilie Neocomitinae binnen de Berriasellidae, een familie binnen de Perisphinctoidea die voorkwam van het Laat-Jura tot het Vroeg-Krijt. In een meer recente behandeling worden berriaseliden beschouwd als een onderfamilie binnen de Neocomitidae.
De huidige consensus betwist de plaatsing van Neocomitidae in 1967 in de Perisphinctoidea, en plaatst het eerder in de superfamilie Endemoceratoidea.

## Geslachten
- Acanthodiscus Uhlig, 1905
- Argentiniceras Spath, 1924
- Berriasella Uhlig, 1905
- Decliveites Aguirre-Urreta and Rawson, 2010
- Delphinella Le Hegarat, 1973
- Delphinites Sayn, 1901
- Distoloceras Hyatt, 1900
- Elenaella Nikolov, 1966
- Eleniceras Breskovski, 1967
- Ellenaela Nikolov, 1966
- Favrella Douvillé, 1909
- Frenguelliceras Leanza, 1945
- Hatchericeras Stanton, 1901
- Jabronella Nikolov, 1966
- Karakaschiceras Thieuloy, 1971
- Kilianella Uhlig, 1905
- Lemencia Donze and Enay 1961
- Leopoldia Mayer-Eymar, 1887
- Luppovella Nikolov, 1966
- Lyticoceras Hyatt, 1900
- Neocomites Uhlig, 1905
- Neohoploceras Spath, 1939
- Paquiericeras Sayn, 1901
- Parandiceras Spath, 1939
- Pseudoneocomites Hoedemaeker, 1982
- Pseudosubplanites Le Hegarat, 1973
- Sarasinella Uhlig, 1905
- Subalpinites Mazenot, 1939
- Substeueroceras Spath, 1922
- Thurmanniceras Cossmann, 1901
- Tirnovella Nikolov, 1966